# أخبار رائعة (مسلسل)
أخبار رائعة (بالإنجليزية: Great News) مسلسل كوميدي أمريكي، من إعداد وكتابة ترايسي ويغفيلد، وإنتاج تينا فاي، روبرت كارلوك، وديفيد ماينر. وبطولة بريغا هيلان، أندريا مارتن، آدم كامبل، نيكول ريتشي. بدأ عرضه في 25 أبريل، 2017، على قناة هيئة الإذاعة الوطنية.

## الممثلين والشخصيات

### شخصيات رئيسية
- بريغا هيلان بدور كاثرين ويندلسون[7]
- أندريا مارتن بدور كارول ويندلسون[8]
- آدم كامبل بدور غريغ والش[9]
- نيكول ريتشي بدور بورشا سكوت غريفن[10]
- هوراشيو سانز بدور جستن
- جون مايكل هيغنز بدور تشاك بيرس

## وصلات خارجية
- أخبار رائعة على موقع IMDb (الإنجليزية)
- أخبار رائعة على موقع ميتاكريتيك (الإنجليزية)
- أخبار رائعة على موقع روتن توميتوز (الإنجليزية)
- أخبار رائعة على موقع نتفليكس (الإنجليزية)
- أخبار رائعة على موقع كينوبويسك (الروسية)
- أخبار رائعة على موقع ألو سيني (الفرنسية)
- أخبار رائعة على موقع قاعدة بيانات الفيلم (الإنجليزية)